# Спорт у Русији
Спорт у Русији је широко распрострањен. Према резултатима претраживања Јандекса међу најпопуларнијим спортовима су: фудбал који је на првом месту по популарности, затим хокеј на леду, рукомет, кошарка, футсал, бокс, аутомобилизам, одбојка, атлетика, тенис. Остали популарни спортови укључују бенди, биатлон, уметничко клизање, дизање тегова, гимнастику, рвање, борилачке вештине, рагби јунион и скијање.
Совјетски Савез се први пут такмичио на Олимпијским играма на Летњим олимпијским играма 1952. Совјетски и каснији руски спортисти никада нису освојили испод четвртог места по броју златних и укупних медаља прикупљених на Летњим олимпијским играма у којима су се такмичили. У Русији је највише одузетих медаља због кршења допинга (51), више него у било којој другој земљи, четири пута више него што је другопласирано и скоро трећина укупног броја. Руској репрезентацији је делимично забрањено учешће на Летњим олимпијским играма 2016. и Зимским олимпијским играма 2018. због допинг скандала који финансира држава. Руским спортистима је било дозвољено да учествују на Олимпијским играма 2018. године под неутралном заставом са називом „Олимпијски спортисти из Русије”.

## Фудбал
Фудбал је најпопуларнији спорт у земљи. Велики део мушкараца је до одређене мере заинтересован за њега, многа деца га редовно играју, а жене се такође придружују мушкарцима у репрезентацији. Премијер лига има прилично висок степен конкурентности. Многи запажени талентовани страни играчи су играли у Премијер лиги, као и локални талентовани играчи који су заступљени у почетних једанаест најбољих клубова.
Русија је први пут била домаћин Светског првенства 2. децембра 2018. године. Догађај је трајао од 14. јуна до 15. јула 2018. године, у којем је репрезентација имала најбољи учинак од Светског првенства 1966, стигавши до четвртфинала први пут од распада Совјетског Савеза, где је изгубио од репрезентације Хрватске.
Фудбал на песку је популаран спорт у Русији од њеног међународног раста касних 1990-их и са оснивањем Светског првенства од стране националних тимова удружења чланица Фифа. Русија је међу најуспешнијим и најдоминантнијим земљама спорта, заједно са Бразилом, Шпанијом и Португалијом.

## Хокеј на леду
Континенталну хокејашку лигу углавном чине руски тимови и сматра се другом најбољом лигом на свету, после Националне хокејашке лиге. Руске екипе су освајале свако првенство Континенталне хокејашке лиге.
Русија је неколико пута победила на Светским првенствима:
| Године | Локација                           | Резултат |
| ------ | ---------------------------------- | -------- |
| 1993.  | Дортмунд / Минхен, Немачка         | Злато    |
| 2008.  | Квебек / Халифакс, Канада          | Злато    |
| 2009.  | Берн / Клотен, Швајцарска          | Злато    |
| 2012.  | Хелсинки, Финска Стокхолм, Шведска | Злато    |
| 2014.  | Минск, Белорусија                  | Злато    |

## Одбојка
- Златне медаље (2002, 2011, 2013), пет сребрних медаља (1993, 1998, 2000, 2007, 2010), шест бронзаних медаља (1997, 1997, 2001, 2006, 2008, 2009)

Женска репрезентација заузела је пето место на ФИВБ светској ранг листи.
Рекорд за постигнућа женске репрезентације:
- Две сребрне олимпијске медаље (2000. и 2004)
- Две златне медаље на Светском првенству (2006. и 2010)
- Једна златна медаља Светског првенства (1997), једна сребрна медаља (2001) и једна бронзана медаља (1993)

Мушка јуниорска репрезентација освојила је прво место на ФИВБ-у.

## Бенди
Један од традиционално популарних спортова је бенди (неформално назван „руски хокеј”). Сматра се националним спортом и један је од најпраћенијих спортова гледаоца. Према једном истраживању, то је трећи најпопуларнији спорт у Русији. Већину модерних правила у Енглеској је написао Чарлс Гудман Тебат, али Руси тврде да су они проналазачи спорта с обзиром да су се у Русији играли спортови слични бендију пре него што су модерна правила стандардизована. Када су Совјетски Савез и три нордијске земље 1955. основале међународну бенди федерацију, договорен је заједнички сет правила. Углавном су превладавали Енглези. Међутим, један важан изузетак биле су табле совјетских правила.
Совјетска репрезентација је освојила сва Светска првенства од почетка 1957. до 1979. године. Русија је готово увек једна од две најбоље и никада није пропустила медаљу. Посећеност се смањила у последњих неколико година, иако је то и даље један од најпраћенијих спортова гледалаца. После десетог кола 2011—2012. Супер лиге просечна посећеност је била 3887. Клуб са највећом јавном подршком је Кузбас из Кемерова. Око 26.000 гледалаца је пратило уводну утакмицу против Динама Москва. Јенисеј Краснојарск је 2015. првак домаће лиге.
Женска репрезентација је освојила сребрну медаљу на шест првих Светских првенстава. На Светском првенству 2014, освојили су прву златну медаљу.
Бенди је једини спорт који има покровитељство Руске православне цркве, јер су веома заинтересовани за јачање својих националних традиција.
Бенди је тимски зимски спорт који се игра на леду, у којем клизачи палицама усмеравају лопту у гол противничке екипе. Правила игре имају много сличности са фудбалским правилима. Свака екипа има једанаест играча, од којих је један голман. Стандардни бенди меч састоји се од два полувремена по 45 минута. Правило офсајда је такође слично оном које се примећује у фудбалу.

## Биатлон
Биатлон је најпопуларнији зимски спорт у Русији и заузима прво место у анкетама и по броју ТВ гледаоца. Русија је имала много успешних биатлонаца и освајала је олимпијске и светске медаље. Међу најуспешнијим биатлонцима су Владимир Меланин, Николај Круглов, Александар Тихонов, Валериј Медведцев, Венера Чернишова, Елена Головина и Светлана Печерскаја током совјетске ере и Владимир Драчев, Павел Ростовцев, Максим Чудов, Виктор Мајгуров, Олга Зајцева и Антон Шипулин у посткомунистичком периоду.

## Уметничко клизање
Уметничко клизање је још један популаран спорт; шездесетих година Совјетски Савез је постао доминантна сила у уметничком клизању, посебно у клизању у пару и плесу на леду. На свим Зимским олимпијским играма од 1964. до 2006. године совјетски или руски пар освајао је злато, често сматрано најдужим низом победа у модерној историји спорта. Низ је завршен 2010. године када је кинески пар освојио злато на Зимским олимпијским играма 2010. и 2014. у Сочију. Након пада Совјетског Савеза, Русија још увек осваја вишеструка олимпијска и светска шампиона. Међу најуспешнијим су Алексеј Урманов, Иља Кулик, Алексеј Јагудин, Јевгениј Пљушченко, Марија Бутирскаја, Ирина Слуцка, Аделина Сотникова, Јулија Липницка, Маја Усова, Александар Жулин, Оксана Гришук, Јевгениј Платов, Ањелика Крилова, Олег Овсјанников, Татјана Навка, Роман Костомаров, Јекатерина Гордејева, Сергеј Гринков, Наталија Мишкутионок, Артур Дмитријев, Татјана Тотмјанина, Максим Марињин, Јелена Бережна, Антон Сихарулидзе, Татјана Волосожар, Максим Транков, Ксенија Столбова, Федор Климов, Јелена Иљиних, Никита Кацалапов, Елизавета Туктамишева, Јевгенија Медведева, Елена Радионова и Алина Загитова.
Руско првенство је државно првенство у уметничком клизању које се одржава сваке године. Клизачи се такмиче на сениорском нивоу у дисциплинама мушки појединачно, женски појединачно, клизање у пару и плес на леду. Прво руско национално такмичење одржано је 5. марта 1878. у Санкт Петербургу, Руско царство. Победник је био В. И. Срезневски. Од 1897. године до данас одржавало се званично руско државно првенство у уметничком клизању. Први државни првак Русије био је Александар Паншин који је победио руске држављане од 1897. до 1900. године.
Између 1924. и 1990. нису одржана руска државна првенства у уметничком клизању. За то време руски клизачи такмичили су се на совјетском првенству.

## Брзо клизање

### Брзо клизање на дуге стазе
Брзо клизање има дугу традицију још од Руског царства, при чему је Николај Струников био један од пионира у брзом клизању, затим у Совјетском Савезу са великанима брзог клизања Лидијом Скобликовом, Маријом Исаковом, Валентином Стенином, Павлом Пеговом, Људмилом Титовом, Сергејем Хлебниковом, Јуријом Михајловом, Наталијом Петрушовом, Олегом Гончаренком, Ингом Артамоновом, Павелом Пеговом, Тамаром Риловом, Нином Статкевичом, Николајем Гуљајевом, Игором Малковом, Галином Степанскајом, Борисом Шилковом, Татјаном Аверином, Виктором Косичкином, Кларом Гусевом, Валеријом Муратовом, Сергејом Марчуком, Маријом Исаковом, Олегом Божевом, Јевгенијом Гришином и Јевгенијом Куликовом. Чак и након распада Совјетског Савеза, Руска Федерација задржала је успех са Светланом Бажановом, Александром Голубјевим, Јевгенијем Лаленковим, Светланом Журовом, Дмитријем Лобковом, Дмитријем Дорофејевим, Сергејем Клевчењом, Олгом Фаткулином, Иваном Скобревом, Олгом Графом и Алексејем Јесином. Међу новом генерацијом руских талената у брзом клизању титулом светског шампионата и Светског купа су Наталија Воронина, Денис Јусков, Павел Кулизхников, Елизавета Голубева и Руслан Мурашов.

### Брзо клизање на кратким стазама
Кратка стаза није толико популарна као дуга у погледу резултата и историје победничке традиције у Русији. Велики пораст популарности забележен је након Зимских олимпијских игара 2014. са Виктором Аном рођеним у Кореји, који се такмичио за Русију освојивши три златне медаље у Сочију. Остали успешни спортисти на Олимпијским играма, који су постигли значајне резултате на Светским првенствима и такмичењима Светског купа, су Семјон Јелистратов, Владимир Григорев, Дмитриј Мигунов, Софија Просвирнова, Татјана Бородулина, Викторија Тројцка и Руслан Захаров.

## Остали зимски спортови
Остали зимски спортови у којима су били успешни су боб, скелетон и санкање.

## Кошарка
Кошарка је популаран спорт у Русији. Репрезентација Русије је настала из репрезентације Совјетског Савеза и освојила је неколико међународних титула.
Међу најуспешнијим играчима су Андреј Кириленко и НБА шампиона 2016. Тимофеј Мозгов.
ЦСКА Москва је други најуспешнији тим у историји европских клупских такмичења.

## Рагби јунион
Рагби јунион је све популарнији спорт у Русији. Према светској рагби федерацији, са преко сто клубова и близу 20.000 играча на националном нивоу, репрезентација заузима 17. место у свету.
Домаћи рагби постао је професионалан 2005. покретањем професионалне лиге. После постсовјетског затишја, руски играчи поново потписују учешће са великим клубовима у Енглеској и Француској.
Краснојарск, велики сибирски град, традиционално је био упориште руске рагби јуније. Домаћи мечеви су праћени локалним медијима, а дерби меч између Краснојарска и Enisei-STM привлачи велику пажњу.
Рагби у Руској империји претходи руској револуцији неколико година, али играо се само спорадично. То је први (неаутохтони) фудбалски кодекс који се играо у Русији, отприлике деценију пре увођења фудбала. Прва фудбалска утакмица је била 1892. Међутим, 1886. године руска полиција је зауставила рагби јер га је сматрала „бруталним и подстакнутим на демонстрације и нереде”. Осуда царске полиције вероватно је одвратила многе људе од овог спорта, а записи о рагбију током следећих тридесет године су ретке.
Русија се квалификовала и такмичила се на Светском првенству 2011. на Новом Зеланду као Европа 2 након што је заузела друго место у ENC-у 2008—10. Друга је најниже рангирана екипа на турниру, изгубили су од Италије (53:17), Ирске (62:12) и Аустралије (68:22).

## Рагби лига
Рагби лига је све успешнији спорт у Русији. Међународна федерација са више од 2000 учесника широм земље, Русију је сврстала на шеснаесто место широм света.
Руска домаћа рагби лига игра се на омладинском, студентском и професионалном нивоу.

## Аустралијски фудбал
Први аустралијски фудбалски клубови у Русији створени су у мају 2011. године, а групе су почеле да тренирају у Москви и Краснојарску у року од неколико недеља. Оба новонастала клуба покренуо је исељеник из Аустралије, али са остатком играчке групе коју су чинили локални Руси.
Русија се такмичила на Европском купу AFL 9s у Белфасту 2011. године, завршивши на десетом месту (од осамнаест), победама над Каталонијом и Данском и поразима од Хрватске и Велса.
Године 2013. постоји пет аустралијских фудбалских клубова који играју у московском такмичењу, готово искључиво Руси.
Године 2015. екипа St. Petersburg Cats прво је учествовала у Гагариновом купу, ANZAC купу и купу Concrete and Steel. У мају 2015. први пут је организован ANZAC куп у Санкт Петербургу на стадиону Kolomyagi. Гостујући тим који је представљао Москву био је Lazy Koalas. Резултат је био врло двосмислен, али чињеница да се формална утакмица уопште играла изван Аустралије за тако непопуларан спорт сматрала се успехом. Године 2016. руска репрезентација је учествовала на европском купу AFL у Лисабону.

## Тенис
Од краја совјетске ере тенис је стекао популарност, а Русија је имала све познатије тенисере. Последњих година број најбољих руских тенисерки је знатно порастао. Марија Шарапова и Динара Сафина достигле су прво место на ВТА ранг листи. Анастасија Мискина постала је прва Рускиња која је освојила Гренд слем када је освојила Отворено првенство Француске 2004. Марија Шарапова је укупно освојила пет Гренд слема што је чини најуспешнијом руском тенисерком свих времена. Међу осталим тенисеркама које су постигле међународни успех су Јелена Дементјева, Јекатерина Макарова, Светлана Кузњецова, Нађа Петрова, Вера Звонарјова, Јелена Веснина, Ана Чакветадзе, Анастасија Пављученкова и Ана Курњикова. Руска Федерација је Фед куп освојила четири пута: 2004, 2005, 2007. и 2008. године.
На Летњим олимпијским играма 2008. Јелена Дементјева освојила је злато, Динара Сафина и Вера Звонарјова бронзу. Од 16. октобра 2009. две Рускиње су рангиране у првих 10 ВТА и две у Топ 20.
Први играч на АТП листи су Марат Сафин и Јевгениј Кафељников. Обоје су освојили по две Гренд слем титуле, а Кафељников је 1996. освојио Отворено првенство Француске и Аустралије 1999. Сафин је освојио Отворено првенство САД 2000. и Аустралије 2005. Такође је освојио златну медаљу на Летњим олимпијским играма 2000. Међу руске тенисере који су ушли међу 50 најбољих су Николај Давиденко, Игор Андрејев, Игор Куњицин и Михаил Јужни, а Давиденко је достигао треће место у свету. Руси су освојили две титуле у Дејвис купу (2002. и 2006) и један АТП куп (2021).
Данил Медведев, Андреј Рубљов и Карен Хачанов су ушли у првих десет светских тенисера. Од ових играча, Данил Медведев је био најуспешнији са девет титула у каријери и тренутним пласманом на четвртом месту на свету (од 24. јануара 2021). Његов најбољи Гренд слем резултат је победа у финалу Отвореног првенства 2019, али је потом изгубио од Рафаела Надала.

## Гимнастика

### Ритмичка гимнастика
Ритмичка гимнастика се сматра једним од најпопуларнијих спортова у Русији. Поред тога, уопште се сматра да Русија има најбоље ритмичке гимнастичарке. Јевгенија Канајева, трострука светска шампионка и прва и једина освајачица златних медаља на Олимпијским играма. Јулија Барсукова, Ирина Чачина, Галина Белоглазова, Ирина Девина, Татјана Друхинина, Јелена Карпухина, Татјана Кравченко, Галима Шугурова, Окана Костина, Алина Кабајева, Наталија Липковскаја, Дарја Дмитријева, Амина Зарипова, Дарја Кондакова, Лајсан Утиашева, Зарина Гизикова, Дарја Шкурихина, Вера Сесина, Маргарита Мамун, Елена Посевина, Анастасија Максимова, Олга Илина, Ана Гавриленко, Каролина Севастјанова, Анастасија Близњук, Алина Макаренко, Ксениа Дудкина, Анастасија Назаренко, Улијана Донскова, Маргарита Алијчук, Јана Батиршина, Татјана Горбунова, Марија Титова, Александра Солдатова, Јана Кудрјавцева, Дарија Сватковскаја, Дина Аверина, Арина Аверина, Вероника Полакова, Јулија Бравикова, Дарија Дубова, Софија Скоморох и Дијана Борисова спадају међу успешне и врхунске ритмичке гимнастичарке. У Русији постоји много клубова ритмичке гимнастике, а најпознатија је школа Gazprom у којој Ирина Винер-Усманова предаје ритмичке гимнастике у Новогорску у Москви, где је такође седиште руске репрезентације.

### Уметничка гимнастика
Пре распада Совјетског Савеза 1991. године, совјетске гимнастичарке доминирале су и у мушкој и у женској гимнастици, почев од увођења целокупног женског програма на Олимпијске игре и свеукупне повећане стандардизације формата олимпијске гимнастике која се догодила 1952. Од 1952. закључно са 1992, совјетска женска репрезентација је освојила готово све појединачне титуле на Светском првенству и на Летњим олимпијским играма: једина четири изузетка биле су Летње олимпијске игре 1984. којима нису присуствовале и Светска првенства 1966, 1979. и 1987. Неке од познатих совјетских гимнастичарки биле су из Руске СФСР или руског порекла рођене у бившој ССР.
Након распада Совјетског Савеза, последњи пут су се заједно такмичили као једна нација на Летњим олимпијским играма 1992. као „Јединствени тим” који је освојио злато. Нису били тако доминантни као Совјетски Савез, а са појавом нових земаља које се истичу у гимнастици и имају специјалисте за гимнастичке справе, Русија је одржала традицију гимнастичке изврсности. Освајали су медаље на свим Светским и Олимпијским такмичењима у дисциплинама MAG и WAG, осим на Летњим олимпијским играма 2008, где руски женски тим није освојио ниједну медаљу. Познати руски гимнастичара су: Светлана Хоркина, Алексеј Немов, Николај Андријанов, Александар Дитјатин, Лариса Латињина, Јелена Шушунова, Јелена Замолодчикова, Наталија Јурченко, Јелена Мухина, Олга Мостепанова, Јуриј Титов, Антон Голоцуцков, Јекатерина Лобазњук, Јелена Продунова, Наталија Шапошникова, Људмила Туришчева, Анастасија Гришина, Александар Баландин, Марија Пасека, Николај Куксенков, Ксенија Афанасјева, Алија Мустафина, Денис Аблјазин, Емина Гарибов, Викторија Комова, Дејвид Бељавски, Никита Нагорњиј, Марија Харенкова, Никита Игнатјев, Дарија Спиридонова, Ангелина Мелникова, Наталија Капитонова, Андреј Маколов, Елена Еремина и Седа Тутхалјан.

## Пливање и роњење
Пливање је углавном елитни спорт за већину Руса, међутим пре распада Совјетског Савеза пливање је било институционализовани и рекреативни спорт и бриљирало је на Олимпијским играма такмичећи се против Источне Немачке по укупном броју медаља. Русија није постигла исти успех као и Совјетски Савез, али ипак је било неколико руских пливача који су се истакли међу којима је Александар Попов, четвороструки освајач златне олимпијске медаље, сматра се једним од највећих спринтерских пливача слободног стила свих времена и једини мушки пливач у историји који је освојио четири појединачне олимпијске златне медаље у дисциплинама слободним стилом. Међу значајним руским пливачима током 1990-их и почетком 2000-их су: Денис Панкратов, Јевгениј Садовиј, Владимир Пишненко, Јуриј Прилуков, Аркадиј Вјатчањин, Роман Слуднов и Андреј Гречин. После Летњих олимпијских игара 2012, нови руски пливачи постигли су боље резултате.
Роњење је такође спорт у Русији са дугом совјетском традицијом.
Русија доминира синхронизованим пливањем на Олимпијским играма и Светским првенствима од Летњих олимпијских игара 2000. Међу значајним олимпијским шампионима и синхронизованим пливачима су: Анастасија Давидова, Анастасија Јермакова, Наталија Ишченко, Светлана Ромашина, Дарина Валитова и Александар Малцев.

## Атлетика
Русија је постигла успешне резултате, посебно у скоковима увис, скоку удаљ, атлетици, трци са препонама, трчању, скоку мотком, брзом ходању, бацању кладива, троскоку, бацању копља и седмобоју. Неки од познатих руских спортиста укључују Јелену Исинбајеву, Ану Чичерову, Ивану Ухову, Татјану Лисенко, Јулију Зарипову, Наталију Антјуху, Михаила Рижова, Андреја Сиљнова , Александра Иванова, Екатерину Коневу, Јелену Слесаренку, Сергеја Шубенкова, Марију Ласицкенеу, Јурију Борзаковску, Дарију Клишину, Александра Мењкова, Алексеја Фјодорова, Елену Лашманову, Љукману Адамсу, Данила Циплакова и Иљу Шкурењеву.
Русији је забрањено учешће на Светским првенствима на отвореном 2017. и 2019. због допинга који финансира држава.

## Оријентиринг
Руска оријентиринг федерација је национална организација оријентиринга. Пуноправни је члан Међународне оријентиринг федерације.

## Бокс
Русија је боксерска држава са многим носиоцима светских титула, олимпијским шампионима и легендама овог спорта. Међу успешним професионалним и аматерским боксерима су: Александар Поветкин, Николај Валујев, Дмитриј Бивол, Едуард Тројановски, Алексеј Тишченко, Костја Цзју, Јевгениј Тишченко, Сергеј Ковалев, Алберт Туменов, Магомед Абдусаламов, Шамил Сабиров, Олег Маскајев, Дмитриј Кудрјашов, Борис Кузњецов, Александар Лебзјак, Софија Очигава, Олег Саитов, Георгиј Балакшин, Олег Григоријев, Василиј Соломин, Николај Королев, Раимкул Малахбеков, Евгениј Макаренко, Александар Малетин, Алексеј Лезин, Генадиј Коваљов, Сергеј Казаков, Мет Коробов, Султан Ибрахимов, Артур Бетербијев, Михаил Алојан, Денис Бојцов, Дмитриј Чудинов, Фјодор Чудинов, Генадиј Шатков, Григориј Дрозд, Јегор Мехонцев, Дејвид Ајрапетјан, Борис Лагутин, Денис Лебедев, Рашид Магомедов, Руслан Проводников, Виктор Рибаков, Владимир Сафронов, Станислав Степашкин, Валеријан Соколов, Василиј Јегоров и Виталиј Дунајцев.

## Џудо
Русија је постала успешна у џуду, чак и под Совјетским Савезом, освојила је више олимпијских шампиона и медаља. Популарност је повећао председник Владимир Путин који је промовисао тај спорт, а Русија је освојила више олимпијских и светских шампиона. Међу запаженим џудистима током деценија су: Владимир Невзоров, Камал Хан-Магомедов, Александар Михајлин, Олег Степанов, Анатолиј Ларјуков, Беслан Мудранов, Тамерлан Тменов, Иван Нифонтов, Арсен Галстјан, Сергеј Косоротов, Мансур Исајев, Николај Солодухин, Елена Ивашченко, Кирил Денисов, Иванов Ивашченко, Тагир Хајбулајев, Сергеј Косминин, Виталиј Кузњецов, Наталија Кузиутина, Виталиј Макаров, Сергеј Новиков, Михаил Пуљајев, Дмитриј Сергејев и Јуриј Стјопкин.

## Борилачке вештине
Мешовите борилачке вештине су још један популаран спорт који производи многе светске и међународне борце.
Међу истакнутим спортистима су: Фјодор Јемељаненко, Бату Кашиков, Олег Тактаров, Виталиј Минаков, Расул Мирзајев, Јулија Березикова, Андреј Корешков, Вјачеслав Васиљевски, Сергеј Харитонов, Хабиб Нурмагомедов, Владимир Минев, Муслим Саликхов, Мурад Мачаев, Виктор Немков, Ислам Макхачев, Рамазан Рамазанов, Зубаира Тухугов, Волк Хан, Омари Ахмедов, Султан Алијев, Венер Галијев, Али Багаутинов, Александр Устинов, Рустам Хабилов, Александар Сарнавскиј, Руслан Магомедов, Артем Левин, Александр Волков, Алберта Туменов, Рашид Магомедов, Александар Јемељаненко, Базигит Атајев, Магомедрасул Хасбулаев, Артем Вахитов, Магомед Магомедов, Михаил Илухин, Шамил Завуров, Базигит Атајев, Дени Грачев, Руслан Караев, Милана Дудијева, Сулејман Магомедов, Алексеј Папин, Александр Питчкунов, Олексиј Олејник, Георги Карахањан, Андреј Семенов, Александар Шлеменко, Акоп Степањан, Амар Сулоев, Александар Јаковљев, Михаил Царев, Михаил Зајац и Роман Зенцов.
Други популарни облик борилачких вештина је самбо који потиче из Совјетског Савеза.

## Дизање тегова
Дизање тегова је још један успешан спорт у Русији, након распада Совјетског Савеза, Русија заузима 16. место на табели свих времена. Међу најпопуларнијим дизачевима тегова је Василиј Алексејев, најуспешнији дизач тегова у Русији и Совјетском Савезу који је поставио више светских рекорда у својој ери и био два пута олимпијски шампион.
Још једно популарно такмичење у Русији је пауерлифтинг, слично варијанти која се развија од дизања тегова. Русија је активна у интернационалној пауерлифтинг федерацији и једна је од најуспешнијих земаља заједно са Сједињеним Америчким Државама, Пољском, Норвешком, Уједињеним Краљевством, Тајваном, Шведском, Финском, Јапаном и Украјином. Маријана Наумова је најмлађа светска шампионка и вишеструка рекордерка на професионалним турнирима у пауерлифтингу и Светским првенствима.

## Рвање
Совјетски Савез је био најуспешнија земља у историји рвања, Русија је наставила традицију и изнедрила вишеструке олимпијске и светске шампионе. Рвање је најприступачнији и играни спорт за мушкарце и омладину у Русији, посебно у републикама и регионима Кавказа (Чеченија, Дагестан, Карачајево-Черкезија, Северна Осетија — Аланија, Кабардино-Балкарија, Ингушетија).

## Мачевање
Русија одржава јаку традицију мачевања још од Руске Империје, где је била популаран спорт међу руским елитама, прешла је у Совјетски Савез као спорт за совјетске љубитеље мачевања и постала видљив спорт за совјетске грађане који су свој врхунац достигли 1980-их у погледу успеха и популарности спорта у СССР-у. Након распада Совјетског Савеза, као и бивша Совјетска Република Украјина, Русија је наставила успех у мачевању имајући вишеструке светске и европске прваке. Међу успешним Руским мачеваоцима су: Виктор Сидјак, Галина Горохова, Јана Зверева, Софија Великаја, Алексеј Јакименко, Станислав Поздњаков, Валентина Растворова, Јекатерина Дјаченко, Камил Ибрагимов, Павел Колобков, Едуард Винокуров, Карина Азнавурјан, Ренал Ганејев, Владимир Назлимов, Артур Ахматхузин, Николај Ковалев, Ина Дериглазова, Татјана Логунова, Дијана Јаковљева, Умјар Мавлиханов, Јелена Белова, Венијамин Решетников, Дина Галиакбарова, Тимур Сафин, Аида Шанајева, Сергеј Шариков, Уриј Сисикин, Јулија Бирјукова, Ана Егориан, Виолета Колобова, Љубов Шутова, Ана Сивкова, Марк Ракита, Александра Забелина и Алексеј Черемисинов.

## Шах
Шах је честа забава и спорт којим су доминирали Руси у послератној (1945—) ери. Победник Светског првенства у шаху 1948. године, Рус Михаил Ботвиник, започео је еру совјетске доминације у шаховском свету. До краја Совјетског Савеза био је само један несовјетски првак.
Деведесетих је доминирао Каспаров, који је освојио већину турнира на којима је учествовао и достигао тада рекордну оцену од 2851 на листи из јула 1999. године.
Данас је 25 од 100 најбољих светских шахиста Руси.

## Мото-спорт
Виталиј Петров постао је први руски возач Формуле 1 2010. године. Три сезоне возио је у Ф1 са тимовима Renault и Катерхам Ф1, а најбољи резултат у каријери постигао је када је завршио трећи на Великој награди Аустралије 2011. Данил Квјат је дебитовао Ф1 2014. године и заузео је прво место на постољу са другим местом на Великој награди Мађарске 2015. Велика награда Русије придружила се календару за сезону Формуле 1 2014. Сергеј Сироткин придружио се Формули 1 2018, али није наставио након те сезоне. Никита Мазепин је постао четврти руски возач који се такмичио у Формули 1 након што је најављено да ће се такмичити за Хас Ф1. Треба да се такмичи на Светском првенству Формуле 1 2021, али због текућег скандала у Русији у вези са допингом такмичиће се као неутрални такмичар.
Руски произвођач аутомобила Лада такмичио се на Светском првенству у туристичким аутомобилима, дебитујући 2008. године када је руски Bears Motorsport ушао у Лада 110. Лада је пружила фабричку подршку 2009. године, тим је водио три аутомобила и надоградио се на Lada Priora током сезоне. Најбољи наступи били су пар освојених шестих места Џејмса Томпсона на Трци за Италију. Лада се након тога повукла са шампионата, али вратили су се 2012. године, ушавши у Лада Гранта WTCC који је возио Томпсон на неколико трка. Након тога, објавили су планове за такмичење у пуној сезони 2013. године. Тим је 2013. возио два аутомобила, са најбољим резултатом са својеним петим местом за Томпсон на трци за Русију, и проширио се на тим од три аутомобила за 2014. годину. Бивши светски шампион у туристичким аутомобилима Роберт Хаф донео је Лади прву WTCC победу у кругу Пекинга 2014. године.